# Casas del Puente
Las Casas del Puente fueron la sede del Ayuntamiento municipal de Zaragoza desde la Edad Media hasta primeros del siglo XX, situadas entre la Lonja y el Puente de Piedra, del cual tomaron el nombre.

## Historia
El nombre "Casa del puente" es conocido desde 1293 y la actual Puerta del Ángel se llamaba Puerta del Puente hasta 1493, cuando se puso la imagen del ángel custodio que le dio nombre. La iglesia que había en las cercanías se llamaba San Juan del Puente.
Tenía una sala en donde se celebraban las reuniones del Capítulo et Ayuntamiento, asambleas que gobernaron la ciudad hasta los Decretos de Nueva Planta de 1707. A mediados del siglo XVI se decidió hacer en el lateral la Lonja de la ciudad, conservada hasta hoy. Las Casas del Puente ardieron en los bombardeos de 1809 durante los Sitios de Zaragoza y fueron posteriormente reconstruidas. Sin embargo, a principios del siglo XX el Ayuntamiento municipal se trasladó a un edificio de la plaza de Santo Domingo y las Casas del Puente fueron derribadas.